# ドラえもんのひみつ道具 (1979年のテレビアニメ さ-そ)
「ドラえもんのひみつ道具 (1979年のテレビアニメ さ-そ)」では、藤子・F・不二雄原作のテレビアニメ『ドラえもん』（第2作第1期）に登場するひみつ道具のうち、名称の読みが「さ」で始まるものから「そ」で始まるものまでを列挙する。

## 細菌光線銃
細菌光線銃（さいきんこうせんじゅう）は、「ドラえもんの健康診断」（てんとう虫コミックス『ドラえもん』第45巻収録「ドラえもんが重病に?」のアニメ化作品。1990年4月6日放送、DVD『ドラえもんコレクションスペシャル特大号 秋の1』に収録）に登場する。
拳銃を模した道具。ロボットの体内に侵入した病原菌を退治することができるという。のび太は名称と使用効果を知っていたが、このエピソード以外にこの道具が登場したことはない。また作中ではこの道具を使用することはなかった。
なお原作でもこれに酷似した外観の道具が登場するが、名称や使用効果の説明はない。

## 細胞活性化光線
細胞活性化光線（さいぼうかっせいかこうせん）は、「落ちないカミナリ」（1997年7月18日放送）に登場する。
懐中電灯のような道具。植物の枝が折れたとき、折れた枝を元の場所にあてがい、接合部に光線を照射すると、細胞が蘇生して枝がくっつく。異なる植物同士をくっつけることもできる。

## 才能キノコ光線
才能キノコ光線（さいのうキノコこうせん）は、「才能キノコ」（1995年5月5日放送、映像ソフト未収録）に登場する。
光線銃の一種。捜索範囲を半径10メートル、半径100メートルなどと設定し、どんな才能のある人物を捜索したいかをマイクに吹き込む。すると探知機がその人物のもとまで案内する。その者の後頭部へ光線を照射すると、光線が当たったところからキノコが生える。それを採って自分の後頭部へつけると、キノコの主が持っていた才能を1度だけ使うことができる。

## さいみんクラッカー
さいみんクラッカーは、「うんどうまんぞく」（1993年4月16日放送、映像ソフト未収録）に登場する。
アメリカンクラッカーを象った道具。これを相手の目の前でカチカチと鳴らしながら、「――（相手の名前）は――したくなる」などと言うと、相手は催眠術にかかって言われたとおりにする。

## さかさママワッペン
さかさママワッペンは、「さかさママワッペン」（1999年3月19日放送、映像ソフト未収録）に登場する。
円形のワッペン。「ママ」と書かれたワッペンを自分に貼り、「子」と書かれたほうを母親に貼ると、自分が母親になり、母親が子になる。効果は1日続く。姉妹品に、「パパ」と書かれたワッペンと「子」と書かれたワッペンのセットがある。「ママ」と「パパ」のワッペンを2つとも自分に貼ると、自分が母親と父親を兼任することになる。

## さがし手
声 - 大谷育江
さがし手（さがして）は、「さがし手」（1999年9月10日放送、映像ソフト未収録）に登場する。
棒の先に手が付いたような形の道具。これに探し物を告げると、飛んでいってすぐに探し出してくれる。

## さがしびとアンテナ
さがしびとアンテナ（さがしびとあんてな）は、「のび太は一寸法師」（1997年6月20日放送、映像ソフト未収録）に登場する。
人を探すための道具。頭に装着すると、あたかも2本の角が生えているように見える。

## 探し物磁石
探し物磁石（さがしものじしゃく）は、『クリスマスだよ! ドラえもんスペシャル』幕間（2000年12月22日放送、映像ソフト未収録）に登場する。
方位磁石を模した道具。マイク部分に探し物を告げると、その方角を示してくれる。

## 探し物釣りザオ
探し物釣りザオ（さがしものつりザオ）は、「探し物釣りザオ」（1997年7月25日放送、映像ソフト未収録）に登場する。
糸の先に手袋が付いた釣り竿。この手袋に「~（対象の物の名前）を取ってこい」と言えば、手袋が糸を伸ばしながらその対象の物を取ってくる。
対象の物は水棲生物だけでなく、地上に生息する生物や無生物でも可能だが、正確に言わないと全く別な物を取ってくる（例として「マグロ」と言った際、海にいるマグロではなく、店で売られているマグロの刺身を取ってきたり、「王冠」と言った際、瓶の蓋を意味するおうかんを取ってくる等）。また、対象の物が取り出せない状態で手袋に掴まれた場合、釣り竿を持っている者はその対象の物がある場所まで引き寄せられる。

## 探し物ペッタン
探し物ペッタン（さがしものペッタン）は、「探し物ペッタン」（1994年7月29日放送、映像ソフト未収録）に登場する。
ビー玉ほどの大きさの半球に羽が2枚ついたような形の道具。探し物を告げると、飛び回ってそれを探し、それをくっつけて取ってきてくれる。作中ではリボン、パズルのピースといった、小さくて軽い物体を探すのに用いている。

## 逆立ちシール
逆立ちシール（さかだちシール）は、「逆立ちシール」（1993年7月9日放送、映像ソフト未収録）に登場する。
円形のシール。これを貼られた者は、体の上下が変わって、頭が下になってしまうため、嫌でも逆立ちをせざるを得なくなる。樹木などにしがみつくことで、一時的に体の上下を元に戻すことはできる。

## さきどりカプセル
さきどりカプセルは、「さきどりカプセル」（2004年9月10日放送、映像ソフト未収録）に登場する。
未来の自分が手に入れる物品（人でも可能）を30分間だけ借りることのできる道具。例えば、このカプセルに向かって「ラジコンカーを先取りレンタル」と唱えてボタンを押すと、ディスプレイに「AFTER 10 YER JULY 12th PM 6:30（10年後の7月12日午後6時30分）」（原文ママ）と表示され、カプセルの中からラジコンカーが出てくる。大きい物ならカプセル自体が大きくなって物品が出てくる。将来自分が手に入れることのない物品をレンタルしようとすると、ディスプレイに「未来の持ち物に該当品なし レンタルできませんでした」と表示される。
さきどりする物品を正確に言わないと異なるものが出てくる。作中では、のび太が「将来、自分の隣に立つ花嫁姿の人」と言った際、しずかではなく、出版社記念パーティーで花嫁衣装を着たジャイ子が出てきた。

## サポーターチアホーン
サポーターチアホーンは、「サポーターチアホーン」（1998年5月29日放送、映像ソフト未収録）に登場する。

## サムライちょんまげ
サムライちょんまげは、「サムライちょんまげ」（2004年9月24日放送、映像ソフト未収録）に登場する。
このちょんまげを頭頂部につけると、周りの風景や言動が江戸の世界に見え、自身は侍になった気分になる。

## 残像実体化スプレー
残像実体化スプレー（ざんぞうじったいかスプレー）は、「残像実体化スプレー」（1992年3月27日放送、映像ソフト未収録）に登場する。
マイクが付いたスプレー。吹きかける前にマイクに向かい見たいものを叫びスプレーを吹きかけると、その場所に居た人物や置いてあった物などが浮かんで現場を再現できる。ただし、スプレーの中身の量が少ないと一部しか浮かばない。

## サンタバック
サンタバックは、「サンタバックでクリスマス」（1998年12月18日放送、DVD『ドラえもん コレクション・スペシャル 冬の4』に収録）に登場する。
サンタクロースが持っているとされる白い大きな袋を模した道具。中は22世紀のクリスマスプレゼント工場とつながっている。特定の薄黄緑色のカードに欲しいものを書いてこの袋に入れると22世紀から送られてくる。商品代金は、書いた本人が将来働く分から少しずつ引かれる。その代わり値段が少し安くなっている。
のび太は日頃の感謝としてパパにゴルフセットをプレゼントしようとしたが、ドラえもんの持っているサンタバックは壊れており、未来の武器密輸商人の秘密工場に偶然繋がってしまい、そこにジャイアンとスネ夫とミニドラが迷い込んだ事で騒動になった。尚、のび太が注文したゴルフセットはクリスマスに無事届けられた。
ドラえもんはこれを「サンタバッグ」と呼んでいるが、DVD収録のコンテンツ「ひみつ道具ずかん」では名称を「サンタバック」としている。

## 四季カエル
四季カエル（しきカエル）は、「四季カエル」（1999年7月30日放送、映像ソフト未収録）に登場する。
手のひらサイズのカエルを模した道具。カエルの背中にあたる部分にあるダイヤルで季節を選択し、押すと、半径50メートル以内の季節がそのとおりに変わる。再度ダイヤルを押すと元に戻る。

## 時空間探査機
時空間探査機（じくうかんたんさき）は、「のび太は一寸法師」（1997年6月20日放送、映像ソフト未収録）に登場する。
#時空間転送ライトで転送されたものを追跡するための道具。タイムトンネルに入れて使用する。

## 時空間転送ライト
時空間転送ライト（じくうかんてんそうライト）は、「のび太は一寸法師」に登場する。
懐中電灯のような道具。この光を照射されたものは、過去の異なる時代へ転送される。転送先を調べるには#時空間探査機を用いる。

## 磁石式四次元通過方式採用瞬間移動ベルト
磁石式四次元通過方式採用瞬間移動ベルト（じしゃくしきよじげんつうかほうしきさいようしゅんかんいどうべると）は、「じしゃくベルト」（1996年4月19日放送、映像ソフト未収録）に登場する。
見た目はピンク色をしたベルト。磁石のN極とS極の引き合う力を利用して瞬間移動できるベルトで、1・2・3・4の数字が書かれた磁石を使う。たとえばあらかじめ公園のベンチに「1」と書かれた磁石を置いておき公園で遊びたいときに、腰にベルトを巻き「1」と書かれたスイッチを押すと四次元空間を通って、瞬間移動できる。
ちなみに、この道具はひみつ道具の中で2番目に名称が長い。

## 実物カメラ
実物カメラ（じつぶつカメラ）は、「サンタメール」（1996年12月21日放送、DVD『ドラえもん コレクション・スペシャル 冬の4』に収録）に登場する。
このカメラで物体を撮影すると、あとで被写体の完全な複製品を実物として取り出すことができる。

## 自分だけ早回し時計
自分だけ早回し時計（じぶんだけはやまわしどけい）は、「自分だけ早回し時計」（1998年5月15日放送、映像ソフト未収録）に登場する。

## しもべステッカー
しもべステッカーは、「しもべステッカー」（1996年2月2日放送、映像ソフト未収録）に登場する。
円形のステッカー。中央にある絵を押すと、その絵が自分の顔に変わる。そのステッカーを貼られた物体は使用者の忠実なしもべとなり、言葉も発するようになる。使用を中止するにはキャンセルスタンプを用いる。

## シャッターチャンスカメラ
シャッターチャンスカメラは、「シャッターチャンスカメラ」（1993年3月19日放送、映像ソフト未収録）に登場する。
自然界のあらゆるシャッターチャンスを察知すると、カメラの所持者をその場所へ移動させるので、決定的瞬間を撮影することができるというカメラ。
同様の道具としてチャンスカメラがあるが、チャンスカメラと異なり大きな事件を追うことはなく、身の回りの出来事や、植物の開花の瞬間、貴重な動物の生態などを撮影することに特化している。

## シャボン玉通信
シャボン玉通信（シャボンだまつうしん）は、「シャボン玉通信」（1994年5月27日放送、映像ソフト未収録）に登場する。
マイク部分に声を吹き込むと、声がシャボン玉の中に吸い込まれ、指定した目的地へとシャボン玉が運ばれ、目的地で割れて声を届けるという道具。

## 自由自在カメラ
自由自在カメラ（じゆうじざいカメラ）は、「バッジをさがせ」（てんとう虫コミックス『ドラえもんプラス』第2巻収録「バッジどろぼう」のアニメ化作品。1990年10月26日放送、レンタル専用VHS『21世紀テレビ文庫 テレビ版ドラえもん』第10巻に収録）に登場する。
カメラの一種。すでに現像された写真を撮影することで、その写真の一部を拡大して再現像することができる。普通のカメラとして使用することもできる。

## 柔軟仕上げフープ
柔軟仕上げフープ（じゅうなんしあげフープ）は、「柔軟仕上げフープ」（1993年11月12日放送、レンタル専用VHS『ドラえもん テレビ版スペシャル特大号 秋の巻6』に収録）に登場する。
フラフープを模した道具。これを通り抜けた人は体が粘土のように柔らかくなり、自在に形を変えたり、狭い隙間を通り抜けたりすることができる。しかしそれ故、普段なら入れないような狭い場所に入り込んだ結果、そのまま閉じ込められる事も有り得る。のび太はこの性質を利用してジャイアンの部屋に潜り込んだが、その存在に気づいていたジャイアンとスネ夫に嵌められ、ゴミ箱に閉じ込められた上にジャイアンの靴下の臭いを嗅がされる羽目になった。

## 重力シート
重力シートは、「ミニドラはカゼの素」（2003年12月12日放送、映像ソフト未収録）に登場する。
ミニドラの道具。このシートの上にいると、体がとてつもなく重くなる。

## 冗談マイク
冗談マイク（じょうだんマイク）は、「冗談マイク」（1998年5月22日放送、映像ソフト未収録）に登場する。
このマイクで「○○（人物の名前）が消える」等の嘘を言うと、その嘘が本当になってしまう。マイクで「今のは冗談」と言えば、元に戻る。

## ショートカッター
ショートカッターは、「ショートカッター」（2004年4月16日放送、レンタル専用VHS『21世紀テレビ文庫 テレビ版ドラえもん』第32巻に収録）に登場する。
カッターを模した道具。ボタンを押すと刃が出るので、このカッターで壁や床に円形などの穴を開け、「――（場所の名称）へショートカット」と唱えると、カッターで開けた穴が目的地へと通じ、刃は消滅する。この道具は離れた空間同士を接合するものだが、空間の弾力性により、時間が経つと空間同士が離れて穴も消滅するという。また刃は有限であり、使いすぎると刃が出なくなる。

## ショボン玉
ショボン玉（ショボンだま）は、「ショボン玉」（2004年6月11日放送、ビデオソフト未収録）に登場する。
このストローから出るシャボン玉に触れた者は、罪悪感に苛まれて落ち込んでしまう。時間が経つと、何事もなかったかのように元に戻る。落ち込みの度合いはシャボン玉の大きさにもよるらしい。
終盤ではひらりマントでドラえもんにショボン玉を跳ね返そうとするが、うっかり大きなシャボン玉に触れたママは過剰なほどに凄く落ち込んで大泣きしたため、電気剃刀で頭を坊主にしようとした際はママを止めようとする羽目になっていた。理由は不明だがジャイアンの場合は何個もぶつけなければ効き目が表れなかった。
作中では反省を促す目的でも使われるが、効果が切れると何故落ち込んでいたのかを忘れてしまう為、本当の意味で相手を反省させられる訳ではない。

## 白雪姫のリンゴ
白雪姫のリンゴ（しらゆきひめのリンゴ）は、「白雪姫のリンゴ」（1994年5月13日放送、レンタル専用VHS『21世紀テレビ文庫 テレビ版ドラえもん』第32巻に収録）に登場する。
このリンゴの種をまくと瞬時に成長して実がなり、その実を一口食べた者はたちどころに眠る。この実を食べて眠ってしまった者は、接吻されない限り目覚めることはない。眠りから覚めると、口づけした者を王子様だと思い込み、その者に恋愛感情を抱いてしまう（同性でも同じく）。
作中ではしずかから借りた本を破ったのび太がお詫びにと種を渡す。その後、効果をドラえもんから聞かされ、それを利用してしずかと結ばれようとした。しかし結果的にリンゴはジャイアンの手に渡り、案の定ジャイアンが食べて眠りに就いてしまう（なお、スネ夫は毒リンゴだと見抜いていた）。そもそもの原因であるのび太はスネ夫たちに無理矢理キスをさせられ、目覚めたジャイアンに惚れられてしまった。これを見たドラえもんは「おとぎ話のようにハッピーエンドにはならなかったよ」とあきれていた。

## しりとりテレポーテーション
しりとりテレポーテーションは、「しりとりテレポーテーション」（2000年7月7日放送、映像ソフト未収録）に登場する。
サンバイザーのような形の道具。額のボタンを押すとルーレットで最初の文字が決まる。その文字からしりとりを始め、しりとりに従ってテレポーテーションする。一度使った言葉を再び使うことはできない。「――の――」といった指定や、人名、あいまいな表現であっても、本人の意図を汲み取ってテレポーテーションを行う。最後に「ん」が付いたらそこでおしまいとなる。

## スイスイわら
スイスイわらは、「ドラえもんの健康診断」（てんとう虫コミックス『ドラえもん』第45巻収録「ドラえもんが重病に?」のアニメ化作品。1990年4月6日放送、DVD『ドラえもんコレクションスペシャル特大号 秋の1』に収録）に登場する。
おぼれる者でも、このわらをつかむとスイスイと泳げるようになる。

## 彗星の核とコントローラー
彗星の核とコントローラー（すいせいのかくとコントローラー）は、「のび太彗星」（1997年8月29日放送、映像ソフト未収録）に登場する。

## 彗星の素
彗星の素（すいせいのもと）は、「のび太彗星」（1997年8月29日放送、映像ソフト未収録）に登場する。

## 水中ラジカセ
水中ラジカセ（すいちゅうラジカセ）は、「しあわせな人魚姫」（てんとう虫コミックス『ドラえもん』第19巻収録「しあわせな人魚姫」のアニメ化作品。1980年8月29日放送、DVD『TV版ドラえもん』第60巻に収録）に登場する。
水中でも使用可能な球形のラジカセ。『人魚姫』の物語の世界で、人魚の声を欲しがる魔女にドラえもんが贈与した。

## すいとるゾウ
すいとるゾウは、「ミニドラレンタル中」（2002年10月4日放送、レンタル専用VHS『21世紀テレビ文庫 テレビ版ドラえもん』第33巻に収録）に登場する。
ピンク色のゾウのような形をした道具。黄色のボタンを押すと正面方向にある物体を吸い込み、赤色のボタンを押すと吸い込んだものを吐き出す。
同様の道具にお助け吸いとりくん、バキュームゾウがある。

## 吸い寄せ磁石
吸い寄せ磁石（すいよせじしゃく）は、「吸いよせ磁石」（2003年10月24日放送、映像ソフト未収録）に登場する。
磁石についているボタンを標的に向けて押すことで、物や人を吸い寄せることができる。もう一度ボタンを押せば、離すことができるが、吸い寄せてからでないとスイッチが切れない。そのため、旅客飛行機といった接触の危険なものを吸い寄せてしまった場合、空港まで逃げなければならなくなるなど問題がある。
映画『ドラえもん のび太の月面探査記』にも登場。こちらは普通の磁石のような見た目をしており、何でも吸い寄せることができる。スネ夫がこれを使ってディアボロの兵士たちを吸い寄せた。

## スーパーウグイス嬢
声 - 本間ゆかり
スーパーウグイス嬢（スーパーウグイスじょう）は、「スーパーウグイス嬢」（2002年9月13日放送、映像ソフト未収録）に登場する。
ピーアールと同様の効果を得られる、ウグイス嬢を模した小さなロボット。選択した並、上、特上の3段階の宣伝レベルで、任意の事柄を宣伝してくれる。宣伝効果を上げるためテレビ塔の上などに登つてしまうことがあるが、スーパーウグイス嬢は宣伝の電波を出しているため、居場所は「電波探知モニター」で突き止めることができる。取り消し電波を流させると、すべてがなかったことになる。

## スーパーウルトラねんど
スーパーウルトラねんどは、「スーパーウルトラねんど」（1999年9月17日放送、映像ソフト未収録）に登場する。
チューブ入りの粘土。チューブから好きな色の粘土を出すことができる。粘土には超伝導磁石のような物質が含まれており、サイコントローラーを使えば、ラジコンカーを作って走らせたり、ラジコン飛行機を作って空を飛ばせたりすることができる。水にぬれると溶ける。

## スーパーキャッチボール
スーパーキャッチボールは、「スーパーキャッチボール」（2001年10月26日放送、映像ソフト未収録）に登場する。
名前を言って投げると、どこの方向に投げても必ずその相手へ届くボール。たとえ相手が別の時代にいても時を超えて届く。健康診断でハイキングに行けなかったドラえもんが遊び道具としてのび太に渡したが、樹海で遭難したのび太達を思わぬ形で救った。

## スーパーデラックスハッピーハウス
スーパーデラックスハッピーハウスは、「ドラミのハッピーハウス」（2002年6月7日放送、映像ソフト未収録）に登場する。
この装置を家に設置すると、家の感じ変換機を使ったときのように、訪問者を大歓迎するようになる。扉は自動ドアになり、玄関に入るとクラッカーが鳴ってくす球が割れ、スリッパが足元へ飛び出し、スリッパを履くと部屋まで連れて行ってくれ、部屋はメルヘンチックになる。同様の道具には「ハッピーハウス」「ビックリハウス」がある。
公式サイトでは名称を制作段階の「スペシャルロイヤルスーパーデラックスハウス」としており、使用効果も本放送で描かれなかったところまで詳細に説明している。

## スーパーパワーロープ
スーパーパワーロープは、「マンモスウォッチング」（2004年7月23日放送、映像ソフト未収録）に登場する。
ツアーロボット2号機のゴンザが出した道具。重いものを引っ張るときに効果を発揮するロープ。

## スーパーラケット
スーパーラケットは、「スーパーラケット」（1981年3月26日放送、映像ソフト未収録）に登場する。

## スケッチバック
スケッチバックは、「スケッチバック」（2002年4月19日放送、映像ソフト未収録）に登場する。
任意の者が見たことを、時間をさかのぼってスケッチすることのできる道具。ヘルメットとペンとスケッチブックがセットになっている。まず使用者がヘルメットをかぶり、ペンとスケッチブックを手元に用意しておく。次にほかの者がヘルメットの後頭部にあたる部分にあるダイヤルでさかのぼりたい時間を設定して、ダイヤルを押し下げるとスイッチが入る。すると使用者の手が自動的に動いて、設定した時刻に見ていたものをスケッチする。

## 透けるトン
透けるトン（すけるトン）は、「透けるトン」（2004年6月4日放送、映像ソフト未収録）に登場する。
ブタの形をした光線銃のような道具。任意の物質に光線を当てると、光線が当たった箇所の透視図がファインダーに映る。透過の度合いはボタンで調節することができる。四次元ポケットに当てるとひみつ道具が無造作に四次元空間を漂う様子が映った。

## スターライト
スターライトは、「スターライト」（2000年4月28日放送、映像ソフト未収録）に登場する。
円形のディスクをセットして起動ボタンを押すと、プロジェクターから光が出るので、光が当たった者は物語のヒーローを演じることができる。

## ストーリーミキサー
ストーリーミキサーは、「ストーリーミキサー」（1981年3月17日放送、映像ソフト未収録）に登場する。
ミキサー（ブレンダー）を象った機械。これに複数の書籍を投入すると、投入した書籍の物語が混ぜ合わさった新しい書籍ができあがる。できあがった書籍のページ数は、投入した書籍のページ数の和に等しい。

## ストップガン
ストップガンは、「人間マリオネット」（てんとう虫コミックス『ドラえもん』第9巻収録「人間あやつり機」のアニメ化作品。1996年8月16日放送、DVD『ドラえもん コレクション・スペシャル 夏の4』に収録）に登場する。
この銃から放つ光線を人に浴びせると、その人の動きや意思を一時的に停止させることができる。

## ストップタオル
ストップタオルは、「ストップタオル」（1999年10月22日放送、映像ソフト未収録）に登場する。
ボクシングで試合放棄を表明するときのように、このタオルをケンカ中の両者間や、試合中のコート内などへ投げ入れると、ケンカや試合が中止になる。

## ストップライト
ストップライトは、「タイムマシンでおひめさま」（1993年9月17日放送、映像ソフト未収録）に登場する。
この電灯から放つ光線を人に浴びせると、その人の動きや意思を一時的に停止させることができる。

## スパイセット
スパイセットは、「しずかのスパイ大作戦」（2002年11月22日放送、映像ソフト未収録）に登場する。
未来の国で子どもたちがスパイごっこに使う道具。アタッシュケースの中に、スパイになりきることのできるスーツ、ブーツ、ブレスレットが入っている。
ブレスレットにある小さな画面には、ミスターゼロという男が映り、彼がボスとしていろいろと助言をしてくれる。ブレスレットからフックワイヤーを射出することで、高所へのすばやい移動が行える。ベルトのボタンを押すとグローブのパンチが飛び出し、自分の正面にいる者をノックアウトできる。ブーツは最高時速100キロメートルで走ることができる。
任務を終えるとミスターゼロが仕事の評価をする。ミスターゼロが作戦失敗だと判断した場合、スパイは罰として黒こげになってしまう。
作中ではのび太、しずか、ジャイアン、スネ夫の四人がスパイに扮して行動した。しかしジャイアンはミスターゼロにボスのような態度を取られるのが気に入らず頑なに助言を拒み、適当にセットを使った結果スネ夫を巻き込んで自滅。のび太は助言通りに行動はしたものの、当の本人のおっちょこちょいが災いしてセットを使いこなせずリタイア。唯一しずかだけが上手く作戦を遂行したが、そもそもの発端がしずかの早とちりだった為、結局作戦は大失敗と判断され、側にいたドラえもんを巻き添えにして全員が罰を受けた。

## スピードアップ時計
スピードアップ時計（スピードアップどけい）は、「スピードアップ時計」（2001年6月22日放送、映像ソフト未収録）に登場する。
この腕時計を付けていると、常人の何倍もの速さで行動できるようになる。何倍速にするかは設定で変更できる。同様のことができる道具に三倍時計ペタンコがあるが、スピードアップ時計の場合は行動速度が変わっても、口を動かす早さは常人と変わらないため、周囲の人とは普通に会話することができる。ただし、使用する度に使用者の成長が早くなるというデメリットがあり、倍速を上げて使用し過ぎると、常人（例として小学生の静香）が成人した時には使用者は老人まで年を取ってしまう。そのデメリットを取り消すには倍速を下げて使用するしかない。

## スペースワイド
スペースワイドは、「ハイポンプで水泳大会」（てんとう虫コミックス『ドラえもん』第45巻収録「強力ハイポンプガス」のアニメ化作品。2002年9月6日放送、映像ソフト未収録）に登場する。
丸型フラスコに入った赤い液体。これを浴槽に1滴たらすと、浴槽がプールのように広く感じられるようになる。同様のことができる道具にシネラマンがある。

## スポーツパウダー
スポーツパウダーは、「スポーツパウダー」（1993年9月3日放送、映像ソフト未収録）に登場する。
ビン入りコショウのような形の道具。容器上部のダイヤルでスポーツの種類を選択し、粉末を任意の者にふりかけると、粉末を浴びた者はそのスポーツがやりたくてたまらなくなる。順番は時計回りに（なし）→ゴルフ→自転車→空手→卓球→野球→水泳 となっており、ほかには「新体操」や「相撲」がある。

## スモークガン
スモークガンは、「うんどうまんぞく」（1993年4月16日放送、映像ソフト未収録）に登場する。
拳銃を模した道具。胴体の中央に球体のガスタンクがある。引き金を引くと銃口から煙幕が出るので、相手がむせ返っている隙に煙に巻いて逃げることができる。

## セルフ人工衛星と追跡モニター
セルフ人工衛星と追跡モニター（セルフじんこうえいせいとついせきモニター）は、「デカボン」（2000年11月24日放送、映像ソフト未収録）に登場する。
この人工衛星を打ち上げると、衛星が補足できる範囲における特定の個人の位置を、モニターテレビに表示させることができる。地球規模での人探しに役立つ。

## センキョカー
声 - 瀧本富士子
センキョカーは、「センキョカー」（2000年4月14日放送、映像ソフト未収録）に登場する。
選挙カーを象ったローラースケートシューズ。未来の国では選挙活動に使われているという。どの選挙で当選したいかを述べてから履くと、靴が現時点での当選確率を計算し、靴が勝手に動いて人気取りの活動をさせる。当選確定ラインに入るまで、靴は絶対に脱ぐことができない。

## 仙人の虫
仙人の虫（せんにんのむし）は、「仙人の虫」（1993年2月12日放送、映像ソフト未収録）に登場する。
この虫を飲み込み、腹部に手を当てると、修行を積んだ人のように落ち着いた心になる。くしゃみをすると虫が飛び出す。

## そこだけスポット
そこだけスポットは、「そこだけスポット」（1997年8月15日放送、映像ソフト未収録）に登場する。

## そっくりロボットキット
そっくりロボットキットは、「そっくりロボットキット」（2001年6月15日放送、映像ソフト未収録）、「ドラミちゃん登場! のび太の海底大冒険」（「海底ハイキング」のアニメ化作品。2003年4月5日放送、レンタル専用VHS『ドラえもん テレビ版スペシャル特大号 春の巻6』に収録）に登場する。
「そっくりロボットキット」登場分
任意の者にそっくりのロボットを作ることのできる道具。まず任意の者の体にまんべんなくスプレーを吹きつける。スプレーの泡が体を包み、それが乾くとぬいぐるみの皮のようなものができる。それを骨組みのロボットにかぶせ、大きさを整えると、そっくりなロボットができあがる。ロボットの顔面部分が開き、その中がコクピットになっているので、ロボットを動かすにはだれかが搭乗して操縦する必要がある。
「ドラミちゃん登場! のび太の海底大冒険」登場分
任意の者にそっくりのロボットを作ることのできる道具。まずゴム風船を膨らませ、それを任意の者の顔に押し付ける。すると風船が顔の形に変形するので、胴体をプラモデルのように組み立ててから、胴体と結合させると完成する。

## そのうちカエル
そのうちカエルは、「そのうちカエル」（2000年1月14日放送、映像ソフト未収録）に登場する。
アマガエルのような道具。これを任意の者の背中にくっつけると、その者はどこへ行こうとも必ず家に戻ってきてしまう。

## ソノキニナール
ソノキニナールは、「ソノキニナール」（1997年4月4日放送、映像ソフト未収録）に登場する。

## その気になる実
その気になる実（そのきになるみ）は、「その気になる実」（1980年12月9日放送、映像ソフト未収録）に登場する。
植物の種。これを土に植えて水をやると、すぐに膝丈ほどの樹木に成長し、ダイダイ色の実をつける。なりたい者を思い浮かべて、実を1つ食べると、その者になりきることができる。あくまで服用者がその気になるだけであって、なりたい者の能力が身につくわけではない。